# Moteur FireFly Fiat
Le moteur FireFly Fiat est une gamme de moteurs thermiques automobiles à combustion interne, essence quatre temps et/ou éthanol, comportant trois ou quatre cylindres en ligne alésés directement dans le bloc en aluminium, refroidi par eau, doté d'un vilebrequin à cinq paliers, avec arbre(s) à cames en tête entraîné(s) par une chaîne, avec une culasse en aluminium et deux ou quatre soupapes en tête par cylindre.
Ces moteurs sont conçus pour être placés dans une position transversale à l'avant du véhicule à traction avant. Ils ont été développés conjointement par les départements spécialisés du groupe Fiat : Fiat Powertrain Technologies et Magneti Marelli en Italie. La présentation a eu lieu en mai 2016 au Salon de Sao Paulo, au Brésil car ces moteurs sont fabriqués dans l'usine géante de Betim au Brésil. Ils équipent les modèles locaux Fiat Mobi, Fiat Uno (2010) ainsi que la toute nouvelle Fiat Argo.
Depuis 2018, ces moteurs sont également fabriqués en Pologne, dans l'usine Fiat de Bielsko-Biala pour équiper les modèles européens.
En 2023, le groupe Stellantis décida d'équiper la Peugeot 208 par ce type de moteurs plus adapté à l'éthanol pour le marché brésilien.

## Caractéristiques
Pour répondre aux exigences des normes anti-pollution à venir et anticipant le revirement du marché automobile qui a longtemps privilégié les motorisations diesel au détriment de l'essence, le groupe Fiat a développé une nouvelle génération de moteurs afin de remplacer progressivement la gamme FIRE qui remontait à 1985, mais qui n'avait cessé d'évoluer.
Le prix à payer pour proposer de nouvelles automobiles qui soient technologiquement à l'avant-garde était l'allègement de la masse morte des véhicules et l'augmentation des performances des moteurs. La partie aérodynamique étant déjà bien prise en compte depuis bientôt les années 1990.
Fini les blocs fonte avec culasse en aluminium, il fallait se résoudre à adopter ce qui a fait la renommée des moteurs Alfa Romeo, le bloc moteur complet en aluminium.
Fiat qui possède ses propres usines de production de ce précieux métal a conduit ses études et essais pour rentabiliser et fiabiliser au maximum une usine entièrement robotisée pour la fabrication et l'usinage de ces blocs.
La gamme, aujourd'hui composée de 7 unités, est conçue sur une modularité totale.
La première génération ne dispose pas de turbocompresseur.
Chaque chambre a une cylindrée de 333 cm3 soit 70,0 mm d'alésage pour 86,5 mm de course.
- Le premier bloc 3 cylindres a une cylindrée de 999 cm3 et développe 120 ch DIN en essence ou 120 ch DIN avec de l'éthanol ou un mélange essence-éthanol variable. La centrale électronique est capable d'analyser le carburant et gère la combustion. Le couple est de 190 N m à 1750 tr/min en essence et 190 N m avec l'éthanol.
- Le second bloc 4 cylindres a une cylindrée de 1 332 cm3 et développe à 6000 tr/min une puissance (remarquable) de 150 ch DIN en essence et 150 ch pour l'éthanol. Le couple, à 1850 tr/min s'élève à 270 N m en essence et 270 N m avec l'éthanol.

Les générations suivantes, fabriquées en Europe, utilisent un turbocompresseur couplé au système MultiAir. Progressivement, ces versions deviennent hybrides.
Comme débuté en 1985 avec le moteur FIRE, Fiat s'est beaucoup investi dans ce concept révolutionnaire visant une intégration maximale et la réduction à l'extrême du nombre des composants y compris le nombre de pièces en mouvement et le mouvement en lui-même ainsi que la masse des pièces en mouvement (nombre et mouvement des soupapes minimum, un seul arbre à cames en tête avec action directe via pastilles sur soupapes, courroie de distribution avec pompe à eau intégrée au bloc-cylindre, pompe à huile trochoïdale légère, réduction de la largeur et longueur du bloc-cylindre en aluminium pour une meilleure intégration dans les voitures de très petite taille et pour favoriser l'accessibilité pendant les opérations courantes d'entretien. Le tout afin de diminuer la masse du moteur, d'en faciliter la production, d'augmenter son rendement et d'en diminuer le coût de fabrication et d'utilisation.
Actuellement, au Brésil, cette gamme de 2 moteurs est produite à raison de 400 000 unités par an. Au cours des tests et essais conduits sur une longue période, il s'est révélé d'une très grande fiabilité et était un peu moins cher à produire que la génération FIRE. À cylindrée identique, il consomme jusqu'à 15 % de moins que la concurrence ce qui favorise son objectif d'un moindre impact sur l'environnement. Ils satisfont déjà très facilement la norme Euro 6.
| Version     | Code | Cylindrée (alésage x course en mm) | Cycle  | Cylindres et soupapes                                  | Puissance maximale                                             | Couple maximal                                        | Début de production | Application                                                                   |
| ----------- | ---- | ---------------------------------- | ------ | ------------------------------------------------------ | -------------------------------------------------------------- | ----------------------------------------------------- | ------------------- | ----------------------------------------------------------------------------- |
| Non hybride | N3   | 999 cm3 (70,0 x 86,5)              | Otto   | 3 cylindres, 6 soupapes, atmosphérique                 | 72 ch à 6000 tr/min (éthanol : 77 ch à 6250 tr/min)            | 102 Nm à 3250 tr/min (éthanol : 107 Nm à 3250 tr/min) | 2016                | Fiat Uno (2016), Fiat Mobi (2016), Fiat Argo                                  |
| Non hybride | N4   | 1 332 cm3 (70,0 x 86,5)            | Otto   | 4 cylindres, 8 soupapes, atmosphérique                 | 101 ch à 6000 tr/min (éthanol : 109 ch à 6250 tr/min)          | 134 Nm à 3500 tr/min (éthanol : 139 Nm à 3500 tr/min) | 2016                | Fiat Uno (2016), Fiat Mobi (2016), Fiat Argo, Fiat Cronos, Fiat Strada (2016) |
| Non hybride | T3   | 999 cm3 (70,0 x 86,5)              | Otto   | 3 cylindres, 12 soupapes, turbocompressé, Multiair III | 120 ch                                                         | 190 Nm                                                | 2018                | Fiat 500X (2018), Fiat Tipo (2021), Jeep Renegade (2018)                      |
| Non hybride | T4,  | 1 332 cm3 (70,0 x 86,5)            | Otto   | 4 cylindres, 16 soupapes, turbocompressé, MultiAir III | 130 ch et 150 ch                                               | 270 Nm                                                | 2018                | Fiat 500X (2018), Fiat Toro (2022), Jeep Renegade (2018)                      |
| Hybride     | N3   | 999 cm3 (70,0 x 86,5)              | Otto   | 3 cylindres, 6 soupapes atmosphérique                  | 70 ch à 6000 tr/min                                            | 92 Nm à 3500 tr/min                                   | 2020                | Fiat 500 (2020), Fiat Panda (2020)                                            |
| Hybride     | T4   | 1 332 cm3 (70,0 x 86,5)            | Otto   | 4 cylindres, 16 soupapes, turbocompressé, MultiAir III | 190 ch (130 + 60 électriques) et 240 ch (180 + 60 électriques) | 270 Nm                                                | 2020                | Jeep Compass, Jeep Renegade                                                   |
| Hybride     | T4   | 1 469 cm3 (71,2 x 92,2)            | Miller | 4 cylindres, 16 soupapes, turbocompressé               | 130 ch                                                         | 240 Nm                                                | 2022                | Alfa Romeo Tonale, Fiat 500X (2022), Fiat Tipo (2022)                         |